# Christuskirche (Bad Godesberg)

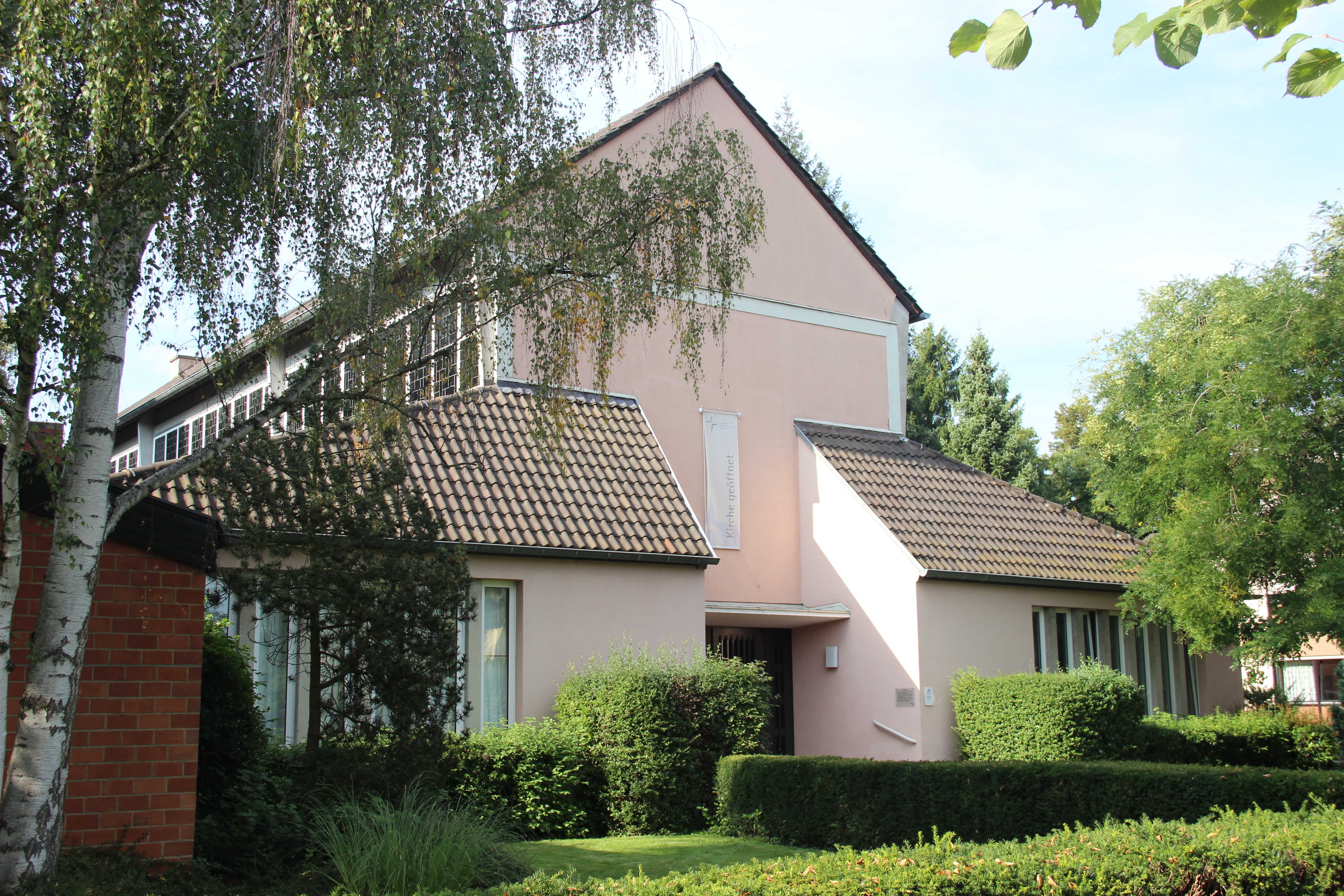
Christuskirche Bad Godesberg, Außenansicht (2014)

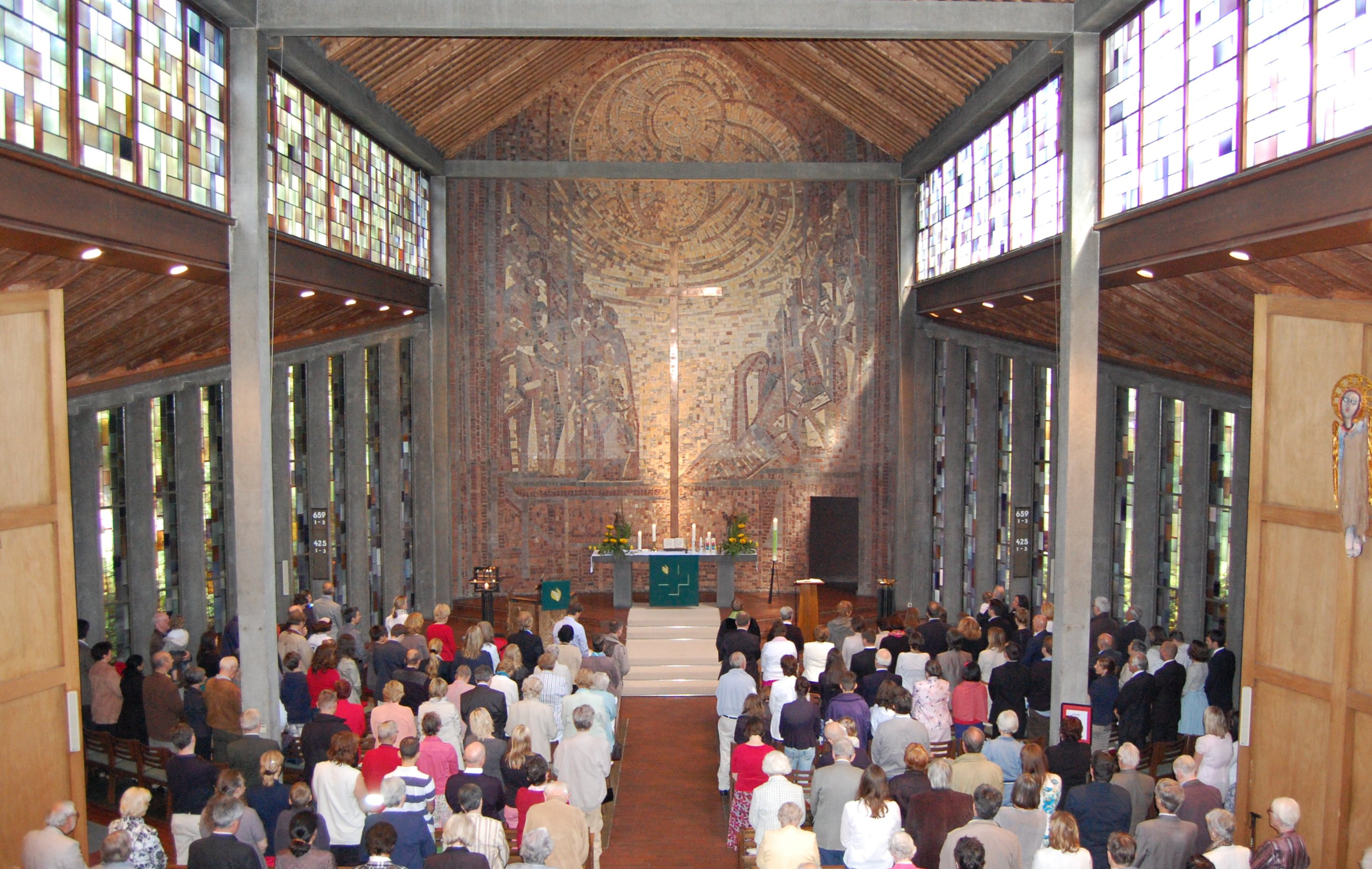
Christuskirche Bad Godesberg, Innenansicht (2012)

Die Christuskirche ist eine evangelische Kirche im Ortsteil Plittersdorf des Bonner Stadtbezirks Bad Godesberg. Die Kirche steht als Baudenkmal unter Denkmalschutz.

## Geschichte
Die Christuskirche wurde 1953 nach Entwürfen des insbesondere für den evangelischen Kirchenbau bedeutenden Architekten Otto Bartning unter Mitwirkung von Otto Dörzbach erbaut. Der Bau wurde begonnen am 3. November 1952, die Grundsteinlegung erfolgte am 25. Januar 1953. Am 29. November wurde die Kirche geweiht.

## Architektur und Ausstattung
Die Christuskirche gilt als eine der bedeutendsten von Bartnings Nachkriegskirchen. Der Bau ist als „Flügelkirche“ so gestaltet, dass vier anliegende Gemeinderäume bei Bedarf zur Erweiterung der Kirche genutzt werden können. Sie ist somit gleichermaßen als „Feier- und Werktagskirche“ geeignet. Entsprechend bietet die Kirche für normale Sonntagsgottesdienste etwa 360 Besuchern Platz und kann an Feiertagen durch Öffnung der beweglichen Holzfaltwände auf bis zu 850 Sitzplätze erweitert werden, womit sie die größte evangelische Kirche in Bad Godesberg ist.
Die bemerkenswerte Architektur lenkt den Blick auf den offen und licht gestalteten Altarraum: Er wird dominiert von einem stimmungsvollen, elf Meter hohen Bruchstein-Mosaik des Malers und Bildhauers Willi Sohl, das die „Verklärung Christi“ darstellt. Die Mitte des Altarraumes bildet ein acht Meter hohes Kupferkreuz. Taufschale und Abendmahlsgeräte stammen von Rudolf Koch und wurden gefertigt von der Werkstatt Gotthold Schönwandt in Nordeck/Gießen. Der Ständer für die Taufschale wurde 2002 von der Kunstschlosserei Heinz-Dieter Bastian nach einem Entwurf des Godesberger Architekten Wolfram Stolle gefertigt. Die Kanzel ist ein Werk des Kölner Bildhauers Jochem Pechau. Über dem fünfeckigen Sockel erheben sich vier Bronzegusstafeln mit den Symbolen der vier Evangelisten, darüber die Inschrift: „Wachet und betet“. Ein 2011 vom Godesberger Künstler Eberhard Koch geschaffener Leuchter stellt in kubischer Form eine Weltkugel dar, dessen Mitte Christus als Licht der Welt ist. Die vier Hauptmeridiane und Breitenkreise bilden in allen Berührungspunkten ein Kreuz. An den schlichten Holzseitenwänden der Kirche sind seit 2010 zwei moderne Engelfiguren aus Holz angebracht.
Der schlanke Kirchturm mit offenem Glockenstuhl ist mit der Kirche nicht verbunden, sondern steht deutlich abgesetzt schräg vor dem westlichen Nebeneingang der Kirche.
Die Christuskirche ist Mittelpunkt eines Gemeindezentrums. Auf der südwestlichen Seite der Kirche wurde 1972 eine große Bücherei angebaut. In Längsrichtung schließt sich nördlich das zweigeschossige Gemeindehaus mit Küsterwohnung und ein eingeschossiger Kindergarten (seit 1955, umgebaut und erweitert 2013) sowie ein Jugendraum (1967, Umbau 2013) an. Etwas abgesetzt davon liegen das Pfarrhaus und die Familienbildungsstätte „Haus der Familie“ (1965) mit Mehrgenerationenhaus.

## Orgeln und Kirchenmusik
Von 1956 bis 2018 hatte die Kirche eine Orgel von Orgelbaumeister Paul Ott. Sie wurde 2019 ersetzt durch ein Instrument von Claudius Winterhalter. Kantoren der Christuskirche waren Friedrich Ernst Klaffke (1954–60), Dieter Kröker (1961–76), Ernst-Ulrich Scheler (1976–2008), Philipp Christ (2009), Michael Riedel (2010–2013), Barbara Dünne (2013–2020) und Hannah Schlage-Busch (seit 2021).

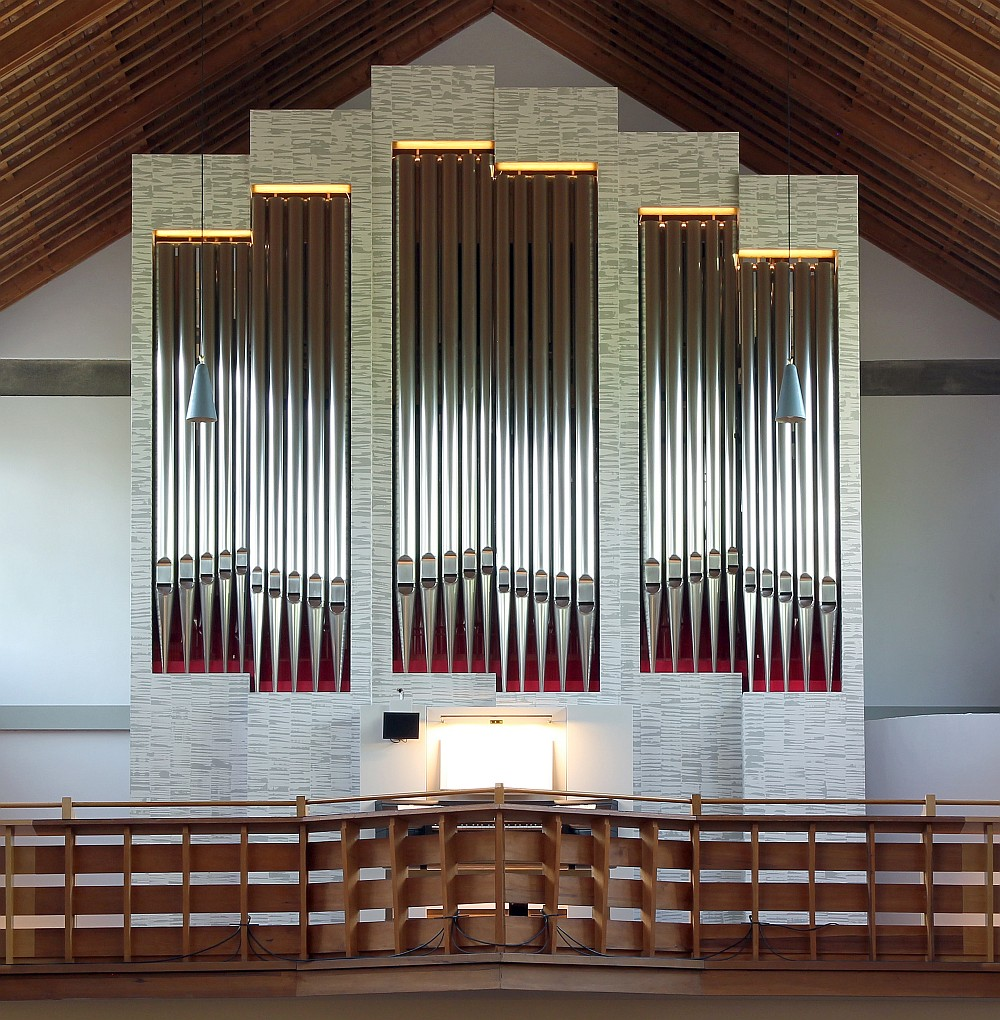
Die Winterhalter-Orgel der Christuskirche

### Winterhalter-Orgel (seit 2019)
2016 erteilte die Kirchengemeinde dem Orgelbauer Claudius Winterhalter den Auftrag für den Neubau einer Orgel mit 31 Registern auf zwei Manualen und Pedal. Die Disposition entstand in Zusammenarbeit des Orgelsachverständigen Manfred Schwartz mit dem Orgelbauunternehmen. Die Winterhalter-Orgel wurde im Herbst 2018 eingebaut und an Pfingstsonntag, dem 9. Juni 2019 eingeweiht. Das Weihekonzert am gleichen Abend spielte Johannes Geffert.
| I Hauptwerk C-a3 |                   |        |
| 01.              | Bourdon           | 16′    |
| 02.              | Principal Major   | 08′    |
| 03.              | Principal Minor   | 08′    |
| 04.              | Soloflöte         | 08′    |
| 05.              | Bourdon           | 08'    |
| 06.              | Salicional        | 08′    |
| 07.              | Octave            | 04′    |
| 08.              | Flöte             | 04′    |
| 09.              | Quinte            | 02 ⁄3′ |
| 10.              | Octave            | 02′    |
| 11.              | Mixtur V          | 02′    |
| 12.              | Cornett V (ab g0) | 08′    |
| 13.              | Trompete          | 08′    |
|                  | Tremulant         |        |

| II Schwellwerk C-a3 |                      |         |
| 14.                 | Quintaton            | 16′     |
| 15.                 | Geigenprincipal      | 08′     |
| 16.                 | Doppelgedeckt        | 08′     |
| 17.                 | Gambe                | 08′     |
| 18.                 | Vox Coelestis(ab c0) | 08′     |
| 19.                 | Fugara               | 04′     |
| 20.                 | Traversflöte         | 04′     |
| 21.                 | Quintflöte           | 02 ⁄3′  |
| 22.                 | Flageolet            | 02′     |
| 23.                 | Terz                 | 01 3⁄5′ |
| 24.                 | Mixtur IV-V          | 01 ⁄3′  |
| 25.                 | Trompette harmonique | 08′     |
| 26.                 | Basson Hautbois      | 08′     |
|                     | Tremulant            |         |
|                     | Zimbelstern          |         |

| Pedal C-f1 |                          |     |
| 27.        | Untersatz (Transmission) | 32′ |
| 28.        | Contrabass               | 16′ |
| 29.        | Subbass                  | 16′ |
| 30.        | Bourdon (= Nr. 1)        | 16′ |
| 31.        | Octavbass                | 08′ |
| 32.        | Gedecktbass (= Nr. 29)   | 08′ |
| 33.        | Violoncello (= Nr. 28)   | 08′ |
| 34.        | Bassoctave (= Nr. 31)    | 04′ |
| 35.        | Posaune                  | 16′ |
| 36.        | Trompete                 | 08′ |
| 37.        | Clairon (= Nr. 36)       | 04′ |

- Koppeln II/I (mechanisch), I/P (mechanisch), II/P (mechanisch), SUB II-I (elektronisch), SUPER II-P (elektronisch)
- Mechanische Spieltraktur
- Elektrische Registertraktur, elektronische Registersteuerung
- Midi In/Out

### Ott-Orgel (1956–2018)
Die dreimanualige Orgel mit 44 klingenden Registern und 3170 Pfeifen des Orgelbaumeisters Paul Ott wurde am 15. Juli 1956 eingeweiht. Eine Besonderheit im Orgelbau stellte das in der Emporenbrüstung eingebaute zweite Rückpositiv als Pedalrückpositiv dar. 2015 stellte ein Gutachten der Landeskirche fest, dass eine Restauration der Ott-Orgel nicht sinnvoll war. Die Kirchengemeinde entschied sich daher, sie durch eine neue Orgel zu ersetzen. Im Juni 2018 wurde die Orgel abgebaut. Sie soll ab 2020 in der Kirche Saint Antoine im französischen Lyon erklingen.
| I Rückpositiv   |       |
| Gedecktpommer   | 8′    |
| Musiziergedeckt | 8′    |
| Blockflöte      | 4′    |
| Prinzipal       | 2′    |
| Waldflöte       | 2′    |
| Quinte          | 1 ⁄3′ |
| Terzflöte       | 4⁄5′  |
| Zimbel II       | 1⁄6′  |
| Regal           | 8′    |
| Tremulant       |       |

| II Hauptwerk |          |
| Quintadena   | 16′      |
| Principal    | 8′       |
| Gedackt      | 8′       |
| Oktave       | 4′       |
| Rohrflöte    | 4′       |
| Flachflöte   | 2′       |
| Quarte       | 2 ⁄3′+2′ |
| Mixtur V-VI  | 2′       |
| Trompete     | 8′       |

| III Oberwerk |        |
| Rohrpfeife   | 8′     |
| Holzflöte    | 8′     |
| Prinzipal    | 4′     |
| Gemshorn     | 4′     |
| Nasard       | 2 ⁄3′  |
| Oktave       | 2′     |
| Terz         | 1 3⁄5′ |
| Nachthorn    | 1′     |
| Scharf IV    | 1′     |
| Krummhorn    | 8′     |
| Tremulant    |        |
| Zimbelstern  |        |

| Pedal           |        |
| Subbass         | 16'    |
| Gedacktbass     | 16'    |
| Prinzipalbass   | 8′     |
| Holzgedackt     | 8′     |
| Oktave          | 4′     |
| Sesquialter III | 5 1⁄3′ |
| Hintersatz VI   | 2 ⁄3′  |
| Posaune         | 16′    |
| Trompete        | 8′     |

| Pedalrückpositiv |     |
| Metallgedackt    | 8′  |
| Offenflöte       | 2′  |
| Rauschpfeife III | 2′  |
| Rankett          | 16′ |
| Schalmei         | 4′  |
| Tremulant        |     |

- Koppeln I/II, III/II, II/P
- Sperrventile für Rückpositiv, Oberwerk, Hauptwerk, Pedal 1, Pedal 2, Rückpositiv-Pedal

## Glocken
Der Kirchturm beherbergt drei Bronzeglocken, allesamt gefertigt 1953 von der Glocken- und Kunstgießerei Rincker in Sinn.
| Nr. | Liturgisches Amt | Masse (kg) | Schlagton | Inschrift                                                                  |
| 1   | Totenglocke      | 490        | gis1      | ICH LEBE UND IHR SOLLT AUCH LEBEN (Joh 14,19)                              |
| 2   | Rufglocke        | 290        | h1        | O LAND, LAND, LAND HÖRE DES HERREN WORT (Jer 22,29)                        |
| 3   | Gebetsglocke     | 210        | cis2      | JESUS CHRISTUS GESTERN UND HEUTE UND DERSELBE AUCH IN EWIGKEIT (Hebr 13,8) |

## Kirchengemeinde
Pfarrer der Kirche waren Helmut Kolfhaus (1954–1976), Georg Terpitz (1974–2001), Ernst F. Jochum (2001–2008) und Oliver Ploch (seit 2008). Die Christuskirche gehört seit der Fusion der Christus- und Pauluskirchengemeinde im Jahr 2003 zur Thomas-Kirchengemeinde Bonn-Bad Godesberg. Neben der Christuskirche gehören auch die Pauluskirche in Friesdorf und die Thomaskapelle in Plittersdorf zur Thomas-Kirchengemeinde. Seit März 2010 ist die Kirche die erste offene evangelische Kirche in Bad Godesberg.